# КК ВЕФ Рига
КК ВЕФ Рига (лет. VEF Riga) је летонски кошаркашки клуб из Риге. У сезони 2016/17. такмичи се у Летонској кошаркашкој лиги.

## Историја
Клуб је основан 1958. при фабрици електричних и електронских производа ВЕФ. У првој инкарнацији је постојао до 1992. године, а у овом периоду највећи успех било је треће место у првенству СССР које је освојено три пута. Године 2007. клуб се реактивира и одмах почиње са надметањем у Летонској кошаркашкој лиги. Првак државе био је шест пута.
У првој фази свог постојања уписао је по један наступ у Купу Радивоја Кораћа и Купу Рајмунда Сапорте, али није забележио значајније резултате. Након реоснивања у европска такмичења вратио се у сезони 2009/10. играњем у Еврочеленџу, али је испао већ у првој групној фази. Од наредне сезоне такмичи се у Еврокупу у коме је највиши домет био пласман међу 16 најбољих (сез. 2011/12. и 2012/13.). Такође је и учесник регионалних такмичења. У Балтичкој лиги најбољи резултат било је друго место у сезони 2010/11, а исте године освојио је и куп ове лиге. У ВТБ лиги најдаље је стигао до четвртфинала (сез. 2012/13.).

## Успеси

### Национални
- Првенство Летоније:
  - Првак (6): 2011, 2012, 2013, 2015, 2017, 2019.
  - Вицепрвак (4): 2010, 2014, 2016, 2018.
- Првенство СССР:
  - Трећепласирани (3): 1960, 1966, 1991.

### Међународни
- Балтичка лига:
  - Другопласирани (1): 2011.
- Куп Балтичке лиге:
  - Победник (1): 2011.

## Познатији играчи
- Кенан Бајрамовић
- Бојан Бакић
- Морис Бејли
- Даирис Бертанс
- Јанис Блумс
- Томас Делининкајтис
- Антанас Кавалијаускас
- Јевгениј Колесников
- Рихардс Куксикс
- Артјом Параховски
- Алекс Ренфро

## Познатији тренери
- Римас Куртинајтис